# (34996) Mitokoumon
(34996) Mitokoumon est un astéroïde de la ceinture principale.

## Description
(34996) Mitokoumon est un astéroïde de la ceinture principale. Il fut découvert le 18 février 1977 à Kiso par Hiroki Kosai et Kiichiro Hurukawa. Il présente une orbite caractérisée par un demi-grand axe de 2,57 UA, une excentricité de 0,16 et une inclinaison de 11,5° par rapport à l'écliptique.